# Danh sách đĩa nhạc của Ateez
Nhóm nhạc nam Hàn Quốc Ateez đã phát hành 3 album phòng thu, 9 đĩa mở rộng và 12 đĩa đơn.

## Album
| Năm  | Tiêu đề                                                  | Chi tiết | Tracklist |
| ---- | -------------------------------------------------------- | --- | --- |
| 2018 | Treasure EP. 1: All To Zero                              | - Phát hành: 24 tháng 10 năm 2018 - Hãng đĩa: KQ Entertainment - Định dạng: CD, tải về - Mini album thứ nhất           | 1. Intro: Long Journey 2. Pirate King TITLE 1 3. Treasure TITLE 2 4. Twilight 5. Stay 6. My Way |
| 2019 | Treasure EP. 2: Zero To One                              | - Phát hành: 15 tháng 1 năm 2019 - Hãng đĩa: KQ Entertainment - Định dạng: CD, tải về - Mini album thứ 2               | 1. HALA HALA(Hearts Awakened, Live Alive) 2. Say My Name TITLE 3. Desire 4. Light 5. Promise 6. From (CD Only) |
| 2019 | Treasure EP. 3: One To All                               | - Phát hành: 10 tháng 6 năm 2019 - Hãng đĩa: KQ Entertainment - Định dạng: CD, tải về - Mini album thứ 3               | 1. UTOPIA 2. ILLUSION TITLE 1 3. Crescent 4. WAVE TITLE 2 5. AURORA 6. Dancing Like Butterfly Wings |
| 2019 | Treasure EP. FIN: All To Action                          | - Phát hành: 8 tháng 10 năm 2019 - Hãng đĩa: KQ Entertainment - Định dạng: CD, tải về - Regular album thứ nhất         | 1. End of The Beginning 2. WONDERLAND TITLE 3. Dazzling Light 4. MIST 5. Precious (Overture) 6. Win 7. If Without You 8. THANK U 9. Sunrise 10. WITH U 11. Beginning of The End |
|      | Treasure EP. EXTRA: Shift The Map (Remixx!) (Album Nhật) | - Phát hành: 4 tháng 12 năm 2019 - Hãng đĩa: Nippon Columbia - Định dạng: CD, tải về - Remix album thứ nhất            | 1. Hearts Awakened, Live Alive (Expression Revisited) 2. HALA HALA (Traditional Treatment Mix) 3. 해적왕 (Overload Mix) 4. Treasure (Soothing Harmonies Mix) 5. UTOPIA (Japanese Ver.) 6. Say My Name (Flavor of Latin with 박주원) 7. ILLUSION (Chillin’ With BUDDY Mix) 8. WAVE (Ollounder’s Bold Dynamics Mix) 9. AURORA (Japanese Ver.) 10. Twilight (Classic BUDDY Mix) 11. Promise (Notation from Señor 박주원) TITLE |
| 2020 | Treasure EPILOGUE: Action To Answer                      | - Phát hành: 6 tháng 1 năm 2020 - Hãng đĩa: KQ Entertainment - Định dạng: CD, tải về - Mini album thứ 4                | 1. Answer TITLE 2. Horizon 3. Star 1117 4. Precious 5. Outro: Long Journey |
| 2020 | Treasure EP. Map To Answer (Album Nhật)                  | - Phát hành: 13 tháng 2 năm 2020 - Hãng đĩa: Nippon Columbia - Định dạng: CD, tải về - Japanese mini album thứ nhất    | 1. Declaration 2. Answer (Japanese Ver.)TITLE 3. Better 4. WONDERLAND - SEAN OH's Skrt Mix 5. Sunrise - Atmospheric Mix by SPACECOWBOY 6. Star 1117 - BUDDY's Melodic Mix |
| 2020 | ZERO: FEVER Part.1                                       | - Phát hành: 29 tháng 7 năm 2020 - Hãng đĩa: KQ Entertainment - Định dạng: CD, tải về - Mini album thứ 5               | 1. Dear Diary: 2016.07.29 2. Fever 3. THANXXTITLE 1 4. To The Beat 5. INCEPTIONTITLE 2 6. Good Lil Boy 7. One Day At A Time |
| 2021 | ZERO: FEVER Part.2                                       | - Phát hành: 1 tháng 3 năm 2021 - Hãng đĩa: KQ Entertainment - Định dạng: CD, tải về - Mini album thứ 6                | 1. I’m The One (불놀이야)TITLE 2. The Leaders 3. Time Of Love 4. Take Me Home 5. Celebrate 6. Take Me Home (English ver.) 7. I’m The One (Heat-Topping ver.) |
| 2021 | Into the A to Z (Album Nhật)                             | - Phát hành: 25 tháng 3 năm 2021 - Hãng đĩa: Nippon Columbia - Định dạng: CD, tải về - Japanese regular album thứ nhất | 1. Pirate King (Japanese Ver.) 2. Say My Name (Japanese Ver.) 3. UTOPIA (Japanese Ver.) 4. AURORA (Japanese Ver.) 5. WONDERLAND (Japanese Ver.) 6. Answer (Japanese Ver.) 7. Better 8. THANXX (Japanese Ver.) 9. INCEPTION (Japanese Ver.) 10. Still HereTITLE |
| 2021 | Dreamers (Album Nhật)                                    | - Phát hành: 28 tháng 7 năm 2021 - Hãng đĩa: Nippon Columbia - Định dạng: CD, tải về - Japanese single thứ nhất        | 1. DreamersTITLE 2. Blue Summer 3. Still Here (Acoustic Ver.) 4. Dreamers (Instrumental) |
| 2021 | Season Songs (Kim Jong Kook X ATEEZ)                     | - Phát hành: 16 tháng 8 năm 2021 - Hãng đĩa: KQ Entertainment, TURBO JK Company - Định dạng: CD, tải về                | 1. 바다 보러 갈래? (Be My Lover)TITLE 2. White Love (여름날의 겨울동화) 3. 검은 고양이 (THE BLACK CAT NERO) |
| 2021 | ZERO: FEVER Part.3                                       | - Phát hành: 13 tháng 9 năm 2021 - Hãng đĩa: KQ Entertainment - Định dạng: CD, tải về - Mini album thứ 7               | 1. Eternal SunshineTITLE 1 2. Feeling Like I Do 3. Deja VuTITLE 2 4. ROCKY 5. All About You 6. 밤하늘 (Not Too Late) |
| 2021 | ZERO: FEVER EPILOGUE                                     | - Phát hành: 10 tháng 12 năm 2021 - Hãng đĩa: KQ Entertainment - Định dạng: CD, tải về - Repackage thứ nhất            | 1. 야간비행(Turbulence)TITLE 1 2. Be With You 3. The Letter 4. Still Here (Korean Ver.) 5. Better (Korean Ver.) 6. 멋(The Real) (흥:興 Ver.)TITLE 2 7. WAVE (Overture) 8. WONDERLAND (Symphony No.9 "From The Wonderland) 9. Answer (Ode to Joy) (Feat.LA POEM) 10. Outro: Over the Horizon |

## Video âm nhạc
| STT | Tiêu đề                                   | Năm  | Liên kết         |
| --- | ----------------------------------------- | ---- | ---------------- |
| 1   | "From"                                    | 2018 | KQ ENTERTAINMENT |
| 2   | "Pirate King"                             | 2018 | KQ ENTERTAINMENT |
| 3   | "Treasure"                                | 2018 | KQ ENTERTAINMENT |
| 4   | "HALA HALA (Hearts Awakened, Live Alive)" | 2019 | KQ ENTERTAINMENT |
| 5   | "Promise"                                 | 2019 | M2               |
| 6   | "Say My Name"                             | 2019 | KQ ENTERTAINMENT |
| 7   | "ILLUSION"                                | 2019 | KQ ENTERTAINMENT |
| 8   | "WAVE"                                    | 2019 | KQ ENTERTAINMENT |
| 9   | "AURORA"                                  | 2019 | KQ ENTERTAINMENT |
| 10  | "WONDERLAND"                              | 2019 | KQ ENTERTAINMENT |
| 11  | "UTOPIA (Japanese Ver.)"                  | 2019 | NIPPON COLUMBIA  |
| 12  | "ANSWER"                                  | 2020 | KQ ENTERTAINMENT |
| 13  | "ANSWER (Japanese Ver.)"                  | 2020 | NIPPON COLUMBIA  |
| 14  | "INCEPTION"                               | 2020 | KQ ENTERTAINMENT |
| 15  | "THANXX"                                  | 2020 | KQ ENTERTAINMENT |
| 16  | "I'm The One"                             | 2021 | KQ ENTERTAINMENT |
| 17  | "Dreamers"                                | 2021 | NIPPON COLUMIA   |
| 18  | "바다 보러 갈래?"                         | 2021 | KQ ENTERTAINMENT |
| 19  | "Deja Vu"                                 | 2021 | KQ ENTERTAINMENT |
| 20  | "Eternal Sunshine"                        | 2021 | KQ ENTERTAINMENT |
| 21  | "야간비행 (Turbulence)"                   | 2021 | KQ ENTERTAINMENT |
| 22  | "멋(The Real) (흥: 興 Ver.)"              | 2021 | KQ ENTERTAINMENT |